# Bělušice (Kolíni járás)
Bělušice település Csehországban, a Kolíni járásban. Bělušice Býchory, Týnec nad Labem, Krakovany, Konárovice és Němčice településekkel határos. Lakosainak száma 318 fő (2024. január 1.).

## Népesség
A település lakosságának változását az alábbi diagram mutatja:
| Lakosok száma | 425  | 450  | 445  | 338  | 244  | 269  | 296  | 305  | 318  | 318  |
|               | 1880 | 1900 | 1930 | 1961 | 1991 | 2011 | 2017 | 2019 | 2022 | 2024 |